# パニック・ルーム
『パニック・ルーム』（Panic Room）は、デヴィッド・フィンチャー監督による2002年公開のアメリカのスリラー映画。脚本はデヴィッド・コープ。
屋敷に侵入してきた強盗たちと緊急避難用の密室「パニック・ルーム」に立てこもった母娘を描くサスペンス映画。

## ストーリー
夫と離婚して間もないメグは、11歳の娘・サラと共に、少し前に死去した老富豪が住んでいたニューヨークの豪邸に引っ越してくる。その豪邸は法律上あと数日は入居してはならないと決められていた物件だったが、販売業者のミスでメグ達は予定より早く入居してしまう。
その夜、メグ達が入居していることを知らずに、富豪の遺族の一人であるジュニアが仲間であるラウールとバーナムを連れて邸内に侵入する。ジュニアは屋敷に設けられた緊急避難用の密室「パニック・ルーム」に隠し財産があることを知り、屋敷が人手に渡る前に仲間を連れてこれを秘密裏に奪取しようと考えていたのだった。
強盗達の存在を監視カメラと物音で確認したメグはすぐに事態を察知し、娘と共にパニック・ルームへと逃げ込む。それに対し強盗達は、数々のパニック・ルームの建設に携わってきたバーナムの知識を頼りに、中から出てこさせようと様々な行動に出る。

## 登場人物・キャスト
メグ・アルトマン
演 - ジョディ・フォスター
主人公。夫の浮気によって娘を連れて離婚し、夫に買わせた近くの大邸宅に引っ越す。しかし引っ越した日の夜に強盗達に襲われ、娘と共にパニック・ルームへ避難する。閉所が苦手。
強盗達に対して強気に抵抗し、娘を残してパニック・ルームから締め出されてしまった後は、様々な機転を利かせて娘を助けようと策を巡らせる。
サラ・アルトマン
演 - クリステン・スチュワート
メグの娘。11歳。1型糖尿病を患っているため、血糖コントロールが欠かせない。擦れた性格をしており、たまに母の心の奥底を読んでいるかのようなことを言う。
懐中電灯によるモールス信号を心得ており、僅かな空気穴から隣家に助けを求めた。
バーナム
演 - フォレスト・ウィテカー
強盗の一人。警備会社に勤めており、その知識のため計画に誘われる。
もともと温厚な性格で、無人の家だからという理由で参加したが、既に住人がいると知って帰ろうとする。しかし、家族を養うための金がいるんだろうと脅され結局は参加を決める。
ラウール
演 - ドワイト・ヨアカム
強盗の一人。バスの運転手が本職。常に黒いマスクを被っている。ジュニアがバーナムに黙って連れてきた。
極めて凶暴な性格で、金のためなら人を殺すことも厭わない。
ジュニア
演 - ジャレッド・レト
強盗のリーダーで計画の立案者。先頃亡くなった大富豪の甥。
死んだおじの隠し財産があると知って、遺産分与が行われる前にこれを奪おうと考える。そしてバーナム、ラウールを誘って無人であるはずの邸宅に忍び込んだ。深く考えて行動するタイプではなく、激昂しやすい。
スティーブン・アルトマン
演 - パトリック・ボーショー
有名な資産家で、メグと婚姻関係にあったが、B級アイドルとできたのがバレて離婚調停中。
メグから助けを求める電話を受けるが会話の途中で断線したため不審に思い邸宅を訪れるが強盗達に捕まり、人質にしてメグ達をパニック・ルームから出そうと考えたラウールにより重傷を負わされる。酷い仕打ちを受けても抵抗を続けており、未だメグ達への愛情は持っていた様子。
リディア・リンチ
演 - アン・マグナソン
不動産屋。
エヴァン・カーランダー
演 - イアン・ブキャナン
不動産屋。
キーニー
演 - ポール・シュルツ
スティーブンから通報を受けて訪れた警官。メグが危機的状況にあることを僅かに察知するものの、娘を人質に取られていたメグの演技で一度追い返される。
スティーブンの恋人
演 - ニコール・キッドマン（クレジットなし）
声のみの出演。

## スタッフ
- 監督：デヴィッド・フィンチャー
- 脚本：デヴィッド・コープ
- 製作：セアン・チャフィン、ジュディ・ホフランド、デヴィッド・コープ、ギャヴィン・ポローネ（英語版）
- 音楽：ハワード・ショア
- 撮影：コンラッド・W・ホール、ダリウス・コンジ
- 編集：ジェームズ・ヘイグッド（英語版）、アンガス・ウォール

## 日本語吹替
| 役名                     | 俳優                     | 日本語吹替                 | 日本語吹替                                  |
| 役名                     | 俳優                     | ソフト版                   | テレビ朝日版                                |
| ------------------------ | ------------------------ | -------------------------- | ------------------------------------------- |
| メグ・アルトマン         | ジョディ・フォスター     | 深見梨加                   | 深見梨加                                    |
| サラ・アルトマン         | クリステン・スチュワート | 竹田まどか                 | 矢島晶子                                    |
| バーナム                 | フォレスト・ウィテカー   | 立木文彦                   | 塩屋浩三                                    |
| ラウール                 | ドワイト・ヨアカム       | 江原正士                   | 青山穣                                      |
| ジュニア                 | ジャレッド・レト         | 檀臣幸                     | 高木渉                                      |
| スティーブン・アルトマン | パトリック・ボーショー   | 坂口芳貞                   | 稲垣隆史                                    |
| リディア・リンチ         | アン・マグナソン         | 小宮和枝                   | 宮寺智子                                    |
| エヴァン・カーランダー   | イアン・ブキャナン       | 有本欽隆                   | 有本欽隆                                    |
| キーニー                 | ポール・シュルツ         | 家中宏                     | 咲野俊介                                    |
| スティーブンの恋人       | ニコール・キッドマン     | 小野未喜                   | 引田有美                                    |
| その他                   |                          | 斎藤志郎 木村雅史 鳥畑洋人 | 山野井仁 上田陽司                           |
|                          |                          |                            |                                             |
| 演出                     |                          | 清水洋史                   | 伊達康将                                    |
| 翻訳                     |                          | 佐藤恵子                   | 武満眞樹                                    |
| 調整                     |                          | 高橋昭雄                   | 高久孝雄                                    |
| 制作                     |                          | 東北新社                   | 東北新社                                    |
| 初回放送                 |                          |                            | 2004年10月24日 『日曜洋画劇場』 21:00-23:09 |

## 評価
レビュー・アグリゲーターのRotten Tomatoesでは188件のレビューで支持率は76%、平均点は6.90/10となった。Metacriticでは36件のレビューを基に加重平均値が65/100となった。

## 作品解説
アルフレッド・ヒッチコック監督の映画を意識した作りになっている。

### 配役
ジョディ・フォスターはカンヌ映画祭の審査員として招待されていたが、『セブン』を視聴して以来デヴィッド・フィンチャー監督のファンだったためこちらの仕事を選んだ。
当初ニコール・キッドマンが主演する予定であったが、『ムーラン・ルージュ』の撮影中に怪我をしたため降板した。ただし脇役の声を担当している。また当初、娘役はヘイデン・パネッティーアが演じるはずだったが、ニコール・キッドマンの降板により見直され、クリステン・スチュワートにかえられたものの、今度はジョディの妊娠で撮影が中断した上に撮影中にクリステンの身長が伸びてしまいジョディとのバランスが悪くなってしまうなどした為に撮影に苦労する事になった。